# Монсегюр (Атлантические Пиренеи)
Монсегю́р (фр. Monségur) — коммуна во Франции, находится в регионе Аквитания. Департамент — Атлантические Пиренеи. Входит в состав кантона Пе-де-Морлаас и дю Монтанерес. Округ коммуны — По.
Код INSEE коммуны — 64395.

## География

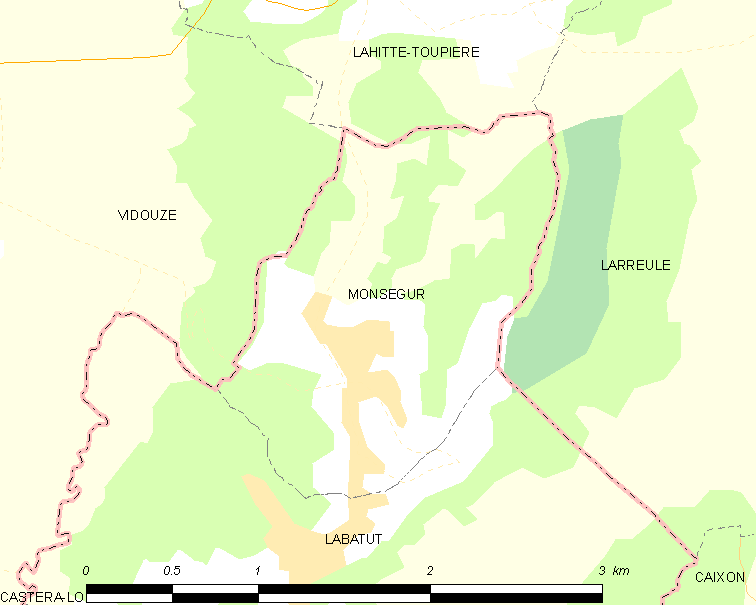
Карта коммуны

Коммуна расположена приблизительно в 630 км к югу от Парижа, в 165 км южнее Бордо, в 33 км к северо-востоку от По.

### Климат
Климат тёплый океанический. Зима мягкая, средняя температура января — от +5°С до +13°С, температуры ниже −10 °C бывают редко. Снег выпадает около 15 дней в году с ноября по апрель. Максимальная температура летом порядка 20-30 °C, выше 35 °C бывает очень редко. Количество осадков высокое, порядка 1100 мм в год. Характерна безветренная погода, сильные ветры очень редки.

## Население
Население коммуны на 2010 год составляло 136 человек.
| 1962 | 1968 | 1975 | 1982 | 1990 | 1999 | 2010 |
| ---- | ---- | ---- | ---- | ---- | ---- | ---- |
| 100  | 95   | 95   | 98   | 106  | 105  | 136  |

## Администрация
| Период | Период | Фамилия        | Партия | Примечания |
| ------ | ------ | -------------- | ------ | ---------- |
| 1995   | 2014   | Альбер Фаранду |        |            |
| 2014   | 2020   | Жан-Луи Суке   |        |            |

## Экономика
В 2010 году среди 78 человек трудоспособного возраста (15-64 лет) 61 были экономически активными, 17 — неактивными (показатель активности — 78,2 %, в 1999 году было 60,9 %). Из 61 активных жителей работало 56 человек (29 мужчин и 27 женщин), безработных было 5 (3 мужчин и 2 женщины). Среди 17 неактивных 2 человека были учениками или студентами, 11 — пенсионерами, 4 были неактивными по другим причинам.

## Достопримечательности
- Церковь Св. Иоанна Крестителя (XI век)[4]